# St Andrew's
Il St Andrew's, noto come St. Andrew's @ Knighthead Park per ragioni di sponsorizzazione, è un impianto sportivo situato a Birmingham nel quartiere di Bordesley, in Inghilterra. Ospita le partite casalinghe del Birmingham City Football Club e, dal 2019, del Coventry City Football Club; ha una capienza di 30.009 spettatori.

## Storia

### Origini
Il Birmingham City, originariamente noto con il nome di Small Heath Alliance, iniziò a giocare le sue prime partite casalinghe su un terreno vicino ad Arthur Street, nel distretto cittadino di Bordesley Green, molto vicino al sito dove sarebbe stato seguentemente costruito il St Andrew's. Nel 1876, il club si trasferì temporaneamente su un campo recintato a Ladypool Road, con una capacità di circa 3.000 spettatori. L'interesse per la squadra crebbe rapidamente e nel 1877 la compagine si trasferì in un campo affittato a Small Heath, situato ai margini orientali dell'area edificata di Birmingham. La capacità iniziale era di circa 10.000 spettatori, ma fu aumentata a circa 30.000 grazie all'alzamento delle terrazze. Tuttavia, la crescente popolarità del club fece sì che la capacità diventasse insufficiente, con una partita nel 1905 contro l'Aston Villa che attirò ufficialmente 28.000 spettatori, anche se si stima che diverse migliaia in più entrarono forzando i tornelli o scavalcando i muri.

### La Costruzione del St Andrew's
Nel 1906, il direttore Harry Morris individuò un sito a Bordesley, a circa un chilometro da Muntz Street, per il nuovo stadio. Il terreno, dove un tempo operava una fabbrica di mattoni, venne descritto come "una landa di acqua stagnante e pendii fangosi". Nonostante diverse difficoltà dimostratesi, il sito fu considerato favorevole per la sua vicinanza alla città e la possibilità di essere servito da tram elettrici e potenzialmente da una stazione ferroviaria. Il club ottenne il terreno in affitto per 21 anni.
I lavori iniziarono nel febbraio 1906 e il St Andrew's fu ufficialmente inaugurato il 26 dicembre dello stesso anno, con una partita contro il Middlesbrough davanti a 32.000 spettatori. La capacità totale era stimata intorno ai 75.000 spettatori.

### Prima e Seconda Guerra Mondiale
Durante la Prima Guerra Mondiale, lo stadio venne utilizzato come poligono di tiro, mentre allo scoppio della Seconda Guerra Mondiale, lo stadio fu chiuso a causa della sua vicinanza a diversi obiettivi strategici come le fabbriche di munizioni della BSA. Nel 1941, l'impianto venne severamente danneggiato dai bombardamenti tedeschi, costringendo il Birmingham a giocare altrove. Nonostante i danni subiti, lo stadio ospitò una partita internazionale tra Inghilterra e Galles. A causa di un incendio divampato nel 1943, causato accidentalmente da un vigile del fuoco, la tribuna principale dello stadio andò distrutta. La squadra tornò a giocare a St Andrew's nel 1946, a seguito della costruzione di una tribuna sostitutiva.

### Rinnovamenti e Modernizzazione
Negli anni '50 e '60, furono realizzati diversi miglioramenti, tra cui una nuova tribuna principale con tetto a sbalzo, l'installazione di luci artificiali e la costruzione di una tribuna al Railway End. Negli anni '80, a causa dei disordini che si vennero a creare durante una partita contro il Leeds United, un ragazzo di 15 anni perse la vita.
Negli anni '90, il club iniziò un'importante ristrutturazione dell'impianto, riducendo la capacità dello stadio a 26.000 spettatori per rispettare le norme di sicurezza. Dopo la demolizione delle tribune del Kop e di Tilton Road, il nuovo stadio fu formalmente inaugurato nel novembre 1994.

### Anni Recenti
Nel 2004 venne proposta la costruzione di un nuovo impianto che potesse ospitare fino a 55.000 posti come parte di un villaggio sportivo, ma il progetto venne seguentemente abbandonato.
Nel 2018, lo stadio fu rinominato St. Andrew's Trillion Trophy Stadium per motivi di sponsorizzazione. Durante la stagione 2019-20, la compagine del Coventry City F.C. giocò le sue partite casalinghe al St Andrew's. Un'indagine annuale durante la stagione 2020-21 rivelò la necessità di riparazioni per danni causati dall'acqua. I lavori di demolizione e ricostruzione dei settori inferiori iniziarono nella stagione 2022-23 a causa di danni legati all'amianto.
Nel gennaio 2024, il club rinominò lo stadio St. Andrew's @ Knighthead Park come parte di un accordo commerciale.

## Settori[13]
- Tilton Road Stand: Questa sezione è nota per ospitare alcuni dei tifosi più appassionati del Birmingham. Situata dietro una delle porte, offre una vista ravvicinata delle azioni di gioco e può essere particolarmente rumorosa durante le partite.
- Kop Stand: Situata dietro l'altra porta, questa sezione è simile alla Tilton Road Stand in termini di atmosfera e coinvolgimento dei tifosi. È un luogo popolare per i fan che amano cantare e creare un ambiente vivace durante le partite.
- Main Stand: Questa tribuna, situata lungo uno dei lati del campo, offre una visione più panoramica del gioco. Include sia posti a sedere standard che aree VIP, rendendola una scelta preferita per chi cerca un'esperienza di visione più confortevole.
- Gil Merrick Stand: Questo settore è noto anche come Railway Stand, ed è posizionato lungo l'altro lato del campo. Offre una buona visuale ed è diviso in due sezioni principali, con una parte riservata ai tifosi ospiti. Questa sezione è generalmente meno rumorosa rispetto alle altre.
- Family Stand: Parte del Main Stand è dedicata alle famiglie, offrendo un ambiente più tranquillo e adatto ai bambini. È una scelta popolare per le famiglie che vogliono godersi la partita in un'atmosfera più rilassata.

## Dati statistici
L'affluenza media registrata al St Andew's è di 21180 tifosi per partita.
Il primato di affluenza si registrò nel 1939 durante la partita del quinto turno di FA Cup contro l'Everton, quando accorsero 66.844 spettatori o, secondo altre fonti, 67.341. L'affluenza più alta registrata per una partita di campionato è di 60,250 spettatori, contro l'Aston Villa in First Division il 23 novembre 1935. Da quando lo stadio è stato convertito in tutto posti a sedere, il record di affluenza è di 29,588 spettatori, stabilito contro l'Arsenal in Premier League il 22 novembre 2003.

## Trasporti[16][17]
- Treno: La stazione più vicina allo stadio è Bordesley, situata sulla linea ferroviaria Birmingham-Stratford tra le stazioni di Moor Street e Small Heath. Tuttavia, questa stazione offre servizi regolari solo nei giorni di partita. Gli spettatori possono anche considerare la stazione di New Street, raggiungibile con una camminata di circa 30 minuti. New Street è un importante snodo ferroviario servito da treni diretti da diverse parti del paese. Un'alternativa più vicina è la stazione di Moor Street, che si trova a una distanza leggermente inferiore e è servita dai treni Chiltern Railways che provengono da Marylebone.
- Autobus: Per chi arriva in pullman, la Birmingham Coach Station è l'opzione più conveniente, situata a soli 20 minuti a piedi dallo stadio. Questa stazione è il principale hub per i pullman National Express, offrendo collegamenti da varie parti del Regno Unito.
- Auto: Importante notare che non vi è alcun parcheggio disponibile direttamente presso lo stadio. Pertanto, coloro che intendono arrivare in automobile dovrebbero considerare alternative come il parcheggio in altre aree della città con successivo spostamento utilizzando i mezzi pubblici o a piedi. Le autostrade più vicine sono M5, M6, M40, M42.